# Oxyopes pigmentatus
Oxyopes pigmentatus är en spindelart som beskrevs av Simon 1890. Oxyopes pigmentatus ingår i släktet Oxyopes och familjen lospindlar. Inga underarter finns listade i Catalogue of Life.